# Torymoides antipoda
Torymoides antipoda is een vliesvleugelig insect uit de familie Torymidae. De wetenschappelijke naam is voor het eerst geldig gepubliceerd in 1883 door Kirby.